# Reseda
Reseda, auch Resede oder Wau genannt, ist eine Pflanzengattung in der Familie der Resedagewächse (Resedaceae). Sie ist die einzige in Mitteleuropa vorkommende Gattung dieser Familie.

## Beschreibung

### Vegetative Merkmale
Reseda-Arten sind ein- bis mehrjährige krautige Pflanzen. Die Laubblätter sind einfach oder fiederteilig. Am Grund besitzen sie meist zwei Zähnchen.

### Generative Merkmale
Die Blüten stehen in den Achseln von Tragblättern. Die meist zwittrigen Blüten sind zygomorph mit meist doppelter Blütenhülle. Es sind vier bis acht Kelchblätter vorhanden. Die vier bis acht Kronblätter sind gelb, weißlich oder grünlich. Es sind 10 bis 25 Staubblätter vorhanden. Drei oder vier Fruchtblätter sind zu einem einfächrigen, oberständigen Fruchtknoten verwachsen. Ein Griffel fehlt oft oder ist sehr kurz. Es gibt drei bis sechs Narben.
Die Kapselfrucht ist schon als unbefruchteter Fruchtknoten oben offen und bleibt bis zur Reife offen.

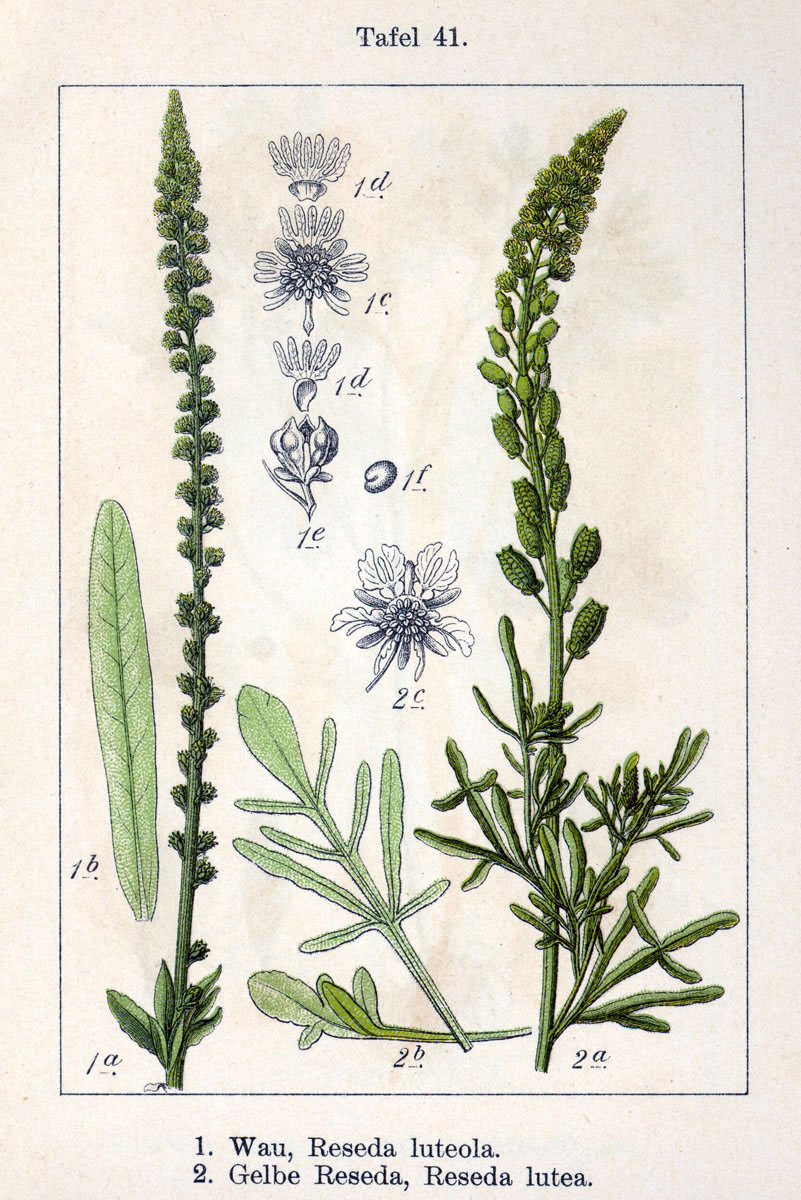
Illustration aus Sturm von Gelber Wau (Reseda lutea) und Färber-Wau (Reseda luteola)
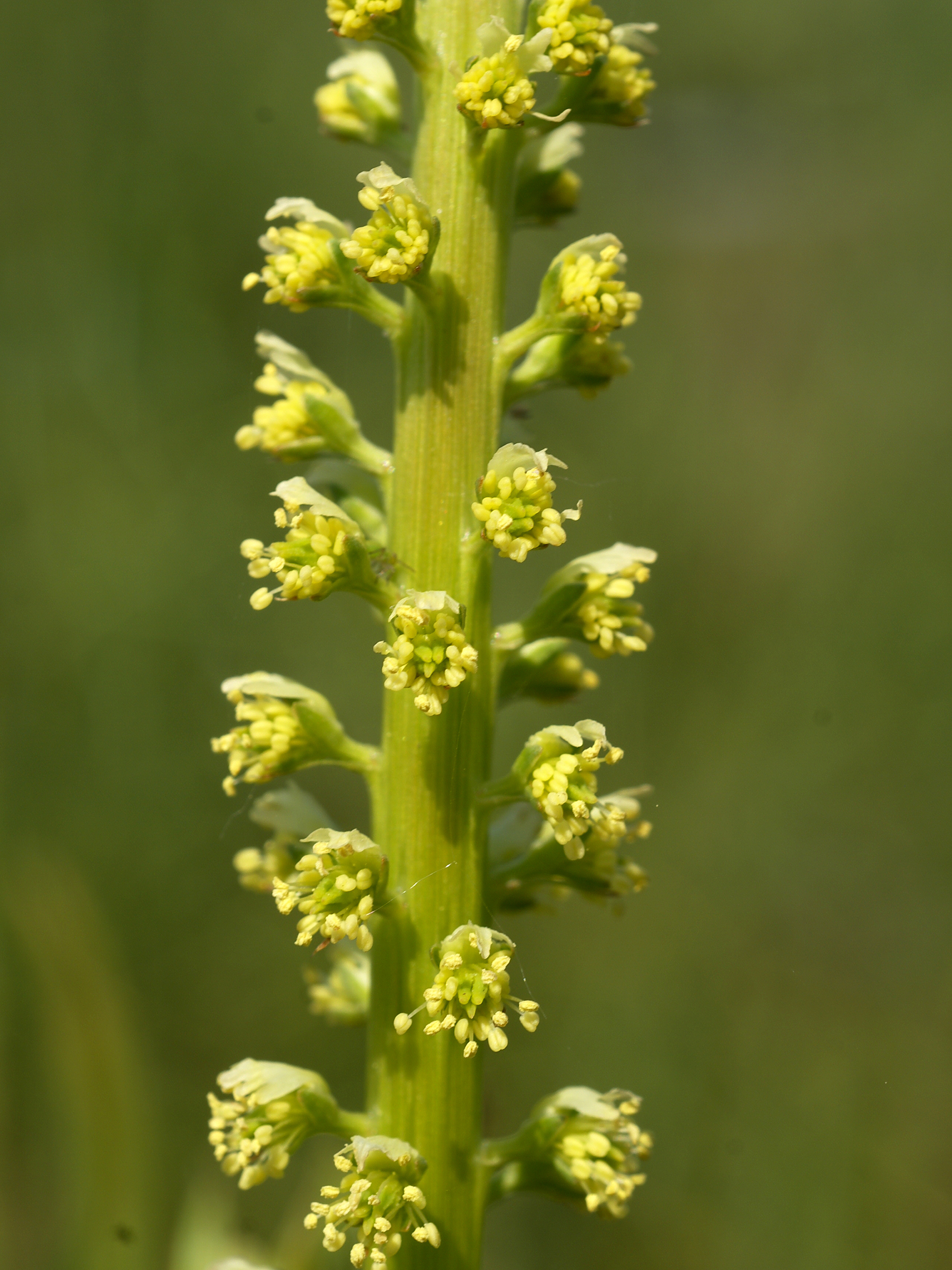
Ausschnitt eines Blütenstandes des Färber-Wau (Reseda luteola)
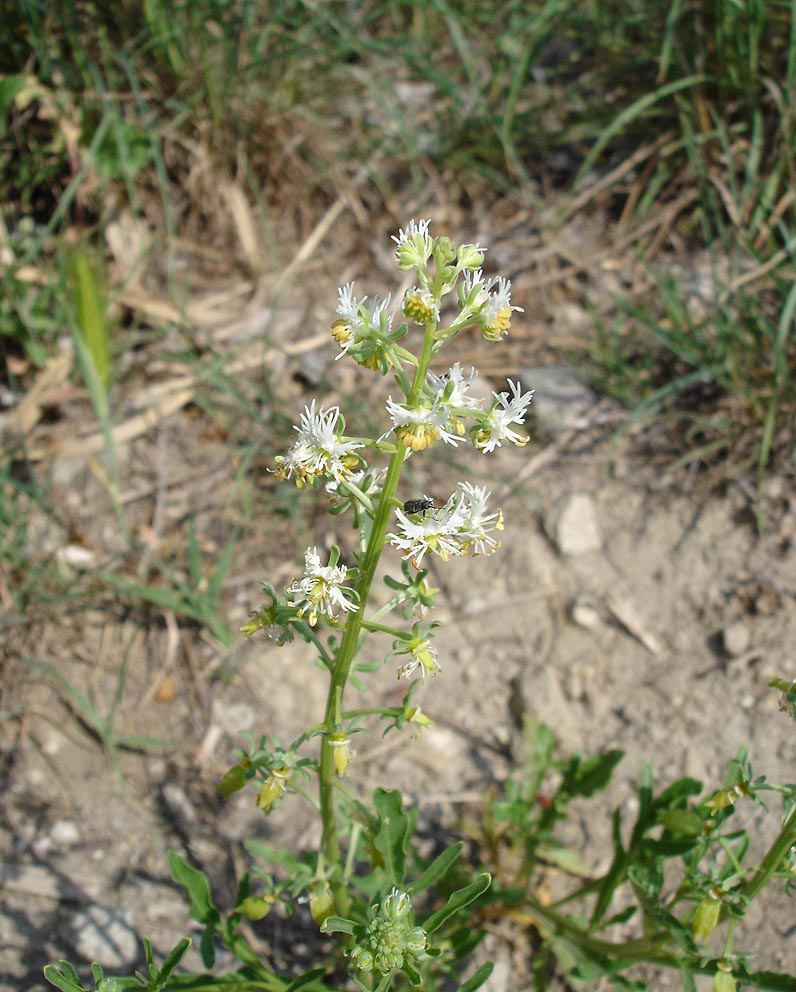
Rapunzel-Wau (Reseda phyteuma)
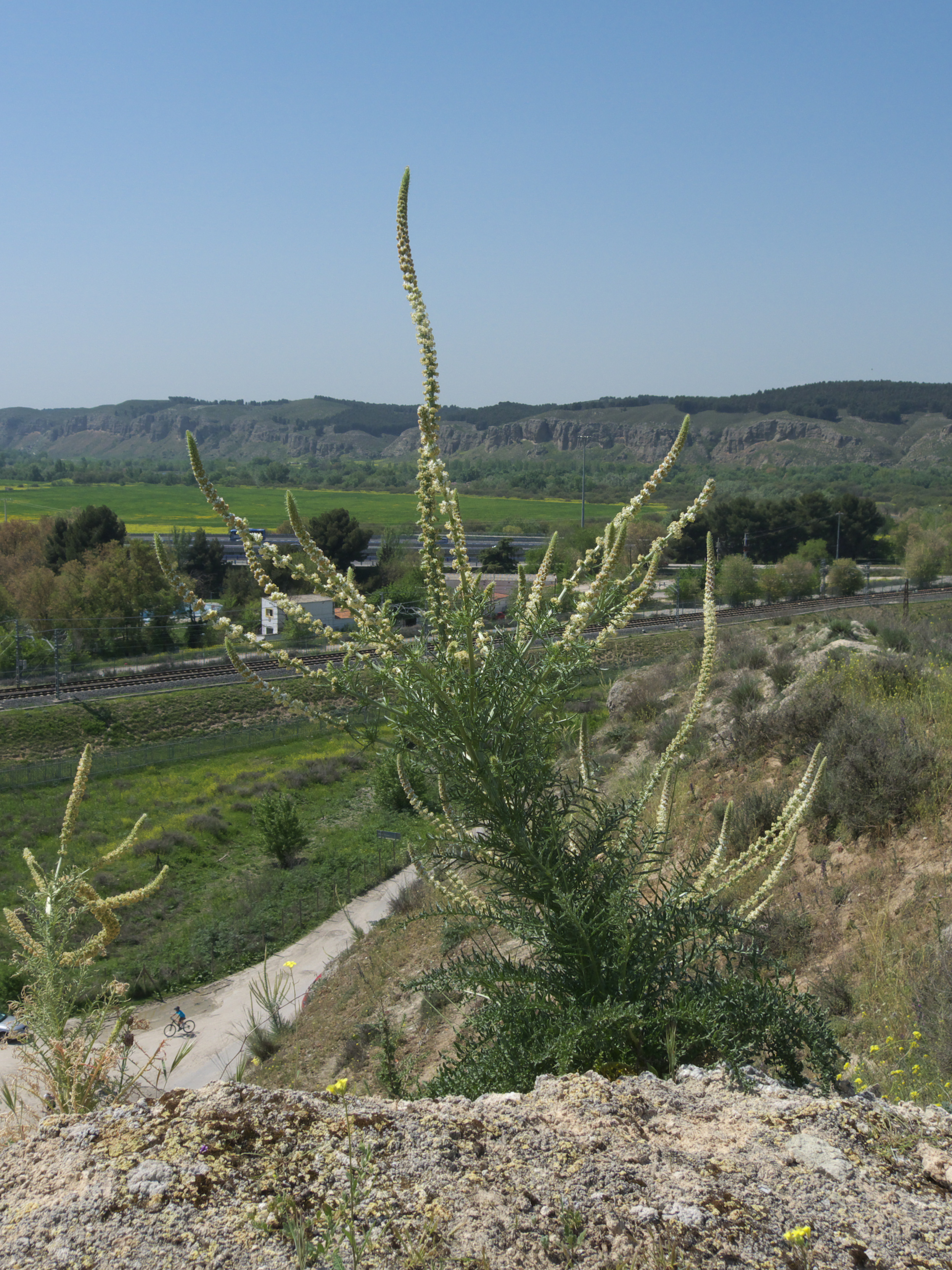
Reseda suffruticosa

## Etymologie
Die wissenschaftliche Bezeichnung Reseda leitet sich vom Lateinischen resedare für ‚stillen‘, ‚lindern‘ ab. Verschiedene Reseda-Arten wurden als Heilmittel oder bei Krankheitsbeschwörungen verwendet. Im Deutschen wird Resede seit dem 18. Jahrhundert verwendet. Der deutsche Trivialname Wau ist von Wouw oder Wouwe, der niederländischen Bezeichnung für die Färber-Wau, abgeleitet. Erste Belege für diesen deutschen Namen stammen von 1632 und 1647, seit 1738 wird der Name Wau auch in technischen Werken verwendet.

## Farbe Resedagrün

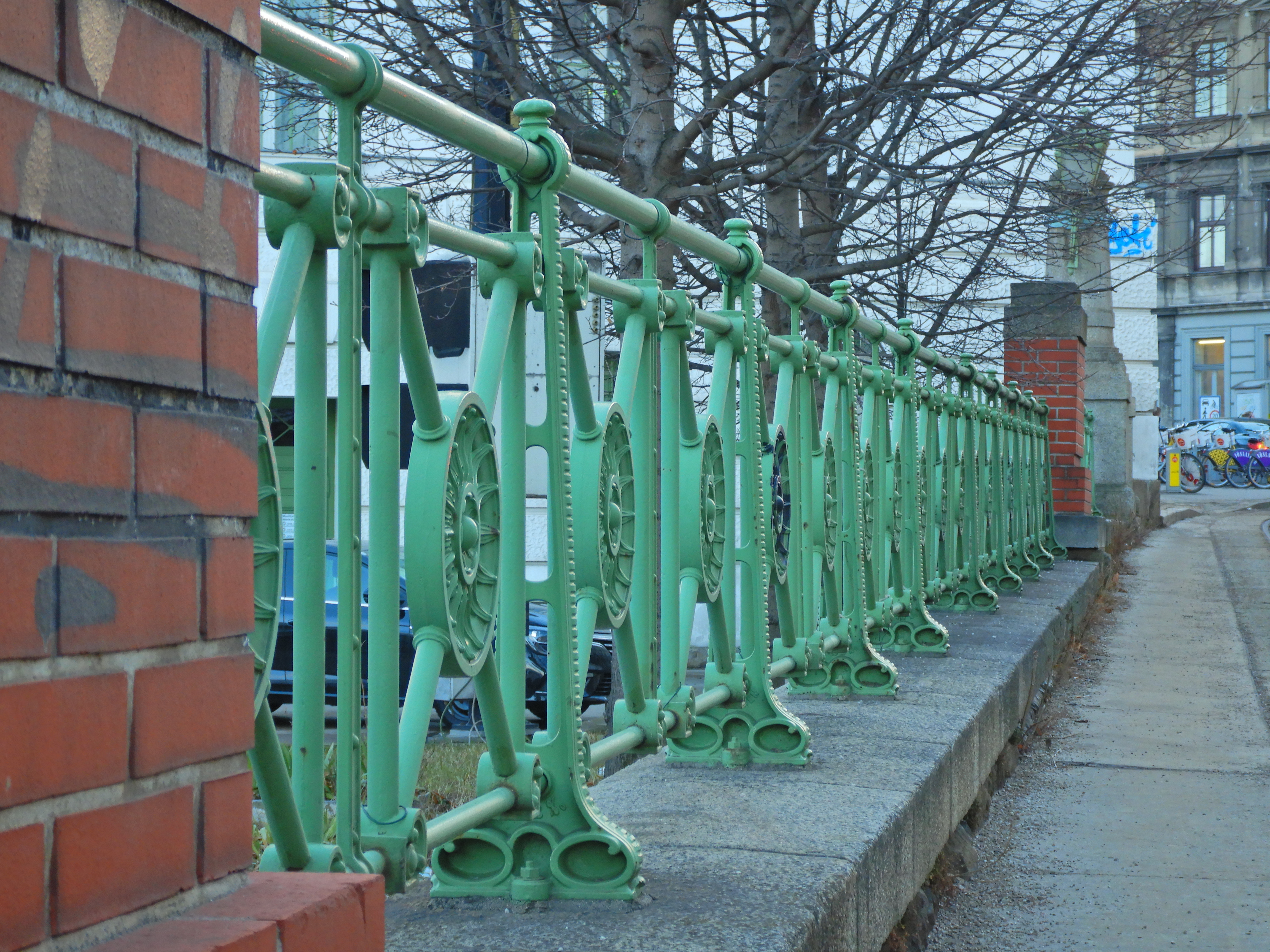
Wiener Stadtbahngeländer in Resedagrün

Da die Resede zum Färben benutzt wurde, fand ihr Name auch Eingang in die Farbbezeichnungen. Als Resedagrün ist der helle bräunlich-grüne Farbton in der offiziellen RAL-Farbtabelle unter der Nummer 6011 aufgeführt. Nach dem Zweiten Weltkrieg konnte er sich dabei zeitweise als Grundanstrich für Maschinen und sonstige technische Anlagen etablieren, bis 1974 via DIN-Norm 1844 festgelegt. Eine Alternativbezeichnung lautet daher Maschinengrün.

## Systematik
Die Gattung Reseda wurde durch Carl von Linné aufgestellt.
In der Gattung Reseda gibt es etwa 55 Arten, von denen etwa 20 in Europa vorkommen. Hier eine Auswahl:
- Weißer Wau (Reseda alba L.): Die Heimat ist Südeuropa, Nordafrika, die Arabische Halbinsel und Westasien. Mit mehreren Unterarten. Sie wird als Zierpflanze verwendet und verwildert selten.[5]
- Reseda glauca L.: Sie kommt in Spanien, Andorra und Frankreich vor.[6]
- Reseda inodora Rchb.: Sie kommt ursprünglich in Südosteuropa und Osteuropa vor.[6]
- Gelber Wau (Reseda lutea L.)
- Färber-Wau (Reseda luteola L.): Die Heimat ist der Mittelmeerraum. In Mitteleuropa ist er ein alteingebürgertes Kulturrelikt.
- Reseda media Lag.: Sie kommt ursprünglich in Marokko, Portugal, Spanien, auf den Balearen und Azoren vor.[6]
- Wohlriechende Reseda, auch Garten-Reseda genannt (Reseda odorata L.): Die Heimat ist nur die Cyrenaika. Sie wird selten kultiviert und verwildert gelegentlich.
- Klein-Resede, Teufelskrallen-Resede, Rapunzel-Wau (Reseda phyteuma L.): Sie kommt in Europa, Nordafrika und Westasien[6] vor und ist u. a. im pannonischen Gebiet Österreichs heimisch. Mit zwei Unterarten.
- Reseda suffruticosa Loefl.: Sie kommt in Spanien vor.[6]